# La Soupe aux choux (film)
Pour les articles homonymes, voir La Soupe aux choux.
Pour l’article homonyme, voir La Soupe aux choux (roman).
Série
La Soupe aux choux 2
(202?)
Pour plus de détails, voir Fiche technique et Distribution.
La Soupe aux choux est un film français réalisé par Jean Girault, sorti en 1981.
Comédie associée à de la science-fiction, adaptation du roman du même nom de René Fallet paru en 1980, le film rassemble les acteurs Louis de Funès (dont c'est l'avant-dernier film), Jean Carmet et Jacques Villeret.
À sa sortie, le film est un succès commercial modéré — en comparaison avec les succès habituels de Louis de Funès — et reçoit des critiques négatives. Cependant, il est considéré comme un film culte par le public et réalise toujours de bonnes audiences à la télévision.

## Synopsis
Deux septuagénaires amis de longue date, indispensables l'un à l’autre, habitent un hameau isolé. Claude Ratinier, dit « le Glaude », est un sabotier veuf. Francis Chérasse, dit « le Bombé » du fait de sa bosse, est un puisatier célibataire à la retraite. Aucun n'a d'enfants. Ils sont les derniers habitants du lieu-dit les Gourdiflots, situé dans le Bourbonnais à l'écart de la vie moderne, dont leurs deux maisons, des bâtisses agricoles anciennes, sont les seules encore debout au milieu des champs. Négligeant les conseils du docteur, chacun consomme quotidiennement cinq à six litres de pinard, et du perniflard.

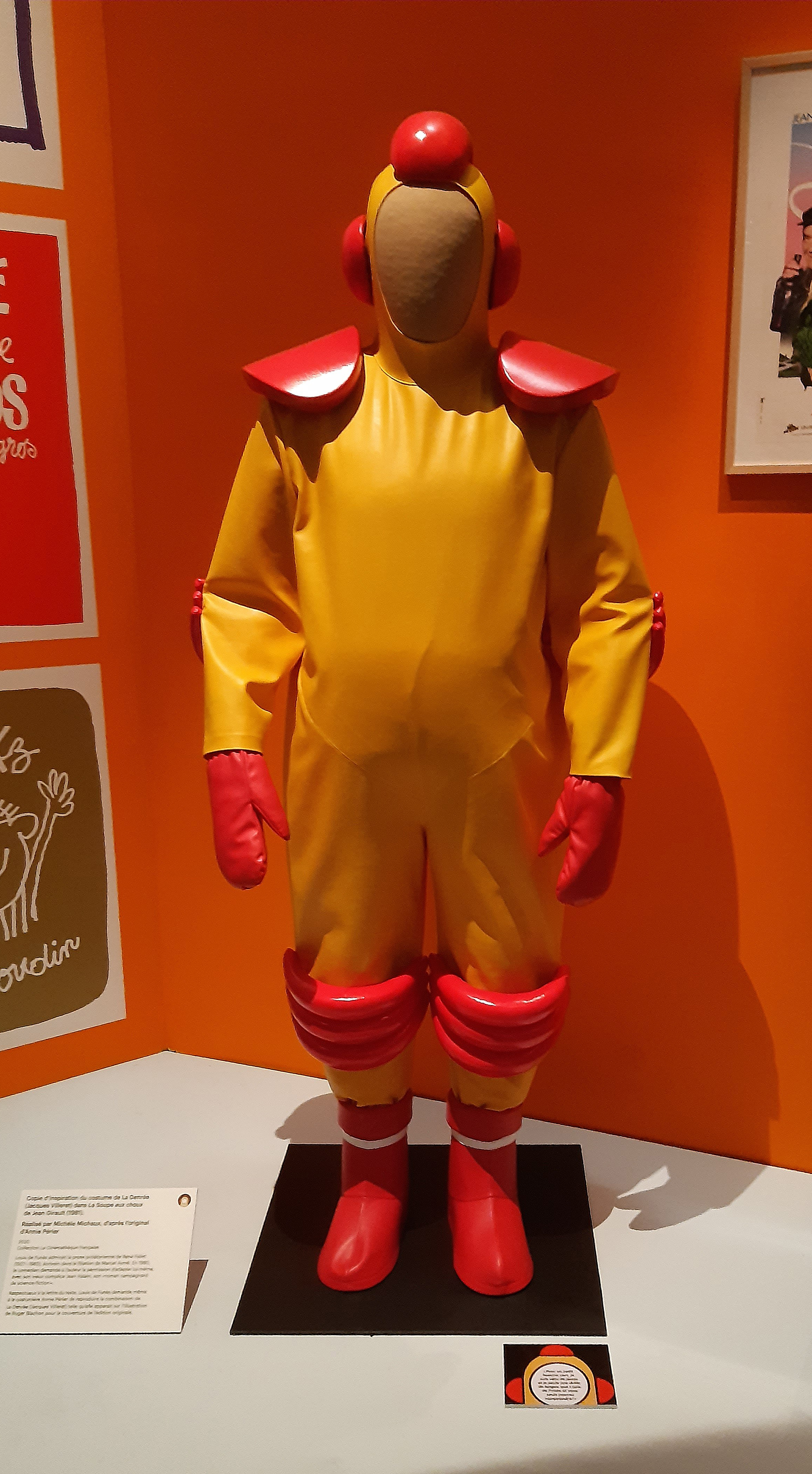
Réplique du costume de La Denrée lors de l'exposition sur Louis de Funès à la Cinémathèque, en 2020.

Un beau soir, face aux étoiles, les deux compères font un concours de pets qui déchaine des éclairs. Un extraterrestre venu de la planète Oxo débarque alors en soucoupe volante dans le jardin. Il vient chez le Glaude, qui comprend que l'extraterrestre a pris les pets pour un appel aux habitants d'une planète lointaine. Le Bombé, sorti par hasard, voit la soucoupe volante et se met à courir en criant pour prévenir le Glaude, mais l'extraterrestre l'immobilise d'un coup de rayon lumineux. Le Glaude s'alarme avant de constater que le Bombé, immobile sur une jambe, muet, la bouche et les yeux grands ouverts, est vivant et ronfle. Le Glaude parle alors au « Martien », qu'il baptise la Denrée, et celui ci répond par des borborygmes.

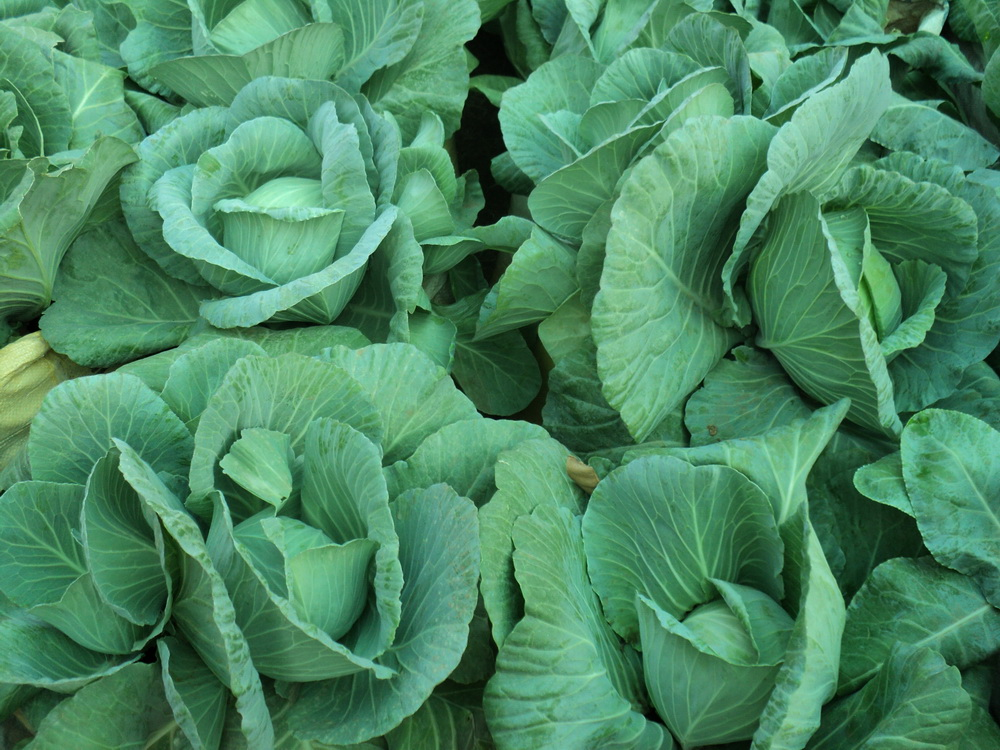
Le Glaude prépare sa soupe avec des choux cabus bacalan hâtif.

Le Glaude partage alors amicalement avec lui sa soupe aux choux, et lui apprend à manger. La Denrée, ravi, en emporte sur sa planète dans un pot à lait. Le visiteur envolé, le Bombé recouvre sa mobilité. Ahuri, il raconte au Glaude qu'il a vu une soucoupe volante, mais ce dernier le fait marcher et prétend qu'il n'y a jamais eu de soucoupe.
Une dame du voisinage vient déclarer à la gendarmerie qu'elle a vu une soucoupe volante, mais son frère téléphone au gendarme et la dit « bredine », foldingue. Le Bombé, venu au poste déclarer la même chose, se fait illico mettre dehors et devient la risée du village. Il ment au Glaude en prétendant avoir été battu, et vouloir mourir. Le Glaude, pas dupe, le prend au mot, fixe une corde et l'invite à se pendre. Le Bombé s'exécute un peu plus tard, mais se rate, le Glaude ayant en douce scié la corde.
Avec le même procédé, le Glaude « appelle » la Denrée qui revient ; la soucoupe est cachée dans la grange du Glaude. Parlant dorénavant de manière intelligible, il lui dit que cette soupe intéresse sa planète aseptisée. La Denrée apprend du Glaude la notion de plaisir. Il aperçoit aussi la photo de l'épouse du Glaude, morte à 60 ans. Outre de la soupe, il emporte avec lui, confiés par le Glaude, un louis d'or ainsi qu'une partie d'une mèche de cheveux de la Francine, coupée par le Glaude juste avant que son cercueil soit fermé.
Le lendemain, la « bredine » revient à la gendarmerie, où l'officier, pour l'eviter,  se remplace par son effigie oscillante en carton, ce qui n'empêche pas la dame, qui ne fait pas la différence, de continuer à raconter au carton le deuxième passage de la soucoupe. Une autre soucoupe atterrit de nuit, et quatre extra-terrestres masqués de noir déposent un linceul blanc dans le jardin. Une jeune femme se réveille et se lève : c'est Francine, l'épouse du Glaude, ressuscitée par les Oxiens et belle comme à ses vingt ans.
Elle frappe à la porte et le Glaude la découvre, stupéfait et heureux. Francine se découvre jeune dans le miroir, et commence à établir une distance avec son mari septuagénaire : elle lui assène qu'à force de travailler, elle n'a pas vu passer sa première vie. Elle exige de l'argent et, vêtue comme avant-guerre, va faire des courses au village. Elle est prise en chemin par une jeune fille, Catherine Lamouette, qui l'affranchit sur les temps présents. Francine s'habille à la mode et éblouit les garçons. Elle a un coup de foudre pour un jeune motard. Revenant chez le Glaude, elle le scandalise par sa nouvelle tenue, ne lui rend pas la monnaie et le choque en prenant un bain de soleil. Le Glaude, furieux, lui enjoint de repartir dans sa tombe. Francine, en colère, se venge en lui révélant qu'elle l'a trompé avec le Bombé pendant qu'il était prisonnier de guerre, quarante ans auparavant. Mais elle se radoucit et lui dit que la faute est prescrite, en une formule fleurie vernaculaire : « on n'est pas cocu des quarante ans après ».
Le Glaude, qui sait maintenant son infortune, saisit son fusil de chasse et court chez le Bombé, alité avec un bol de pinard. Le Glaude tire juste à côté, le liquide rouge arrosant le crâne du Bombé qui paraît ensanglanté ; il avoue la tromperie, et demande théâtralement à être exécuté. Le Glaude change d'avis et lui pardonne avec la même phrase dite par Francine, et les deux amis trinquent. Francine passe en coup de vent, venue sur la moto de son petit ami, pressé et indifférent au Glaude, voir son mari, à qui elle annonce partir à Paris. Le Glaude, généreux, se résout à l'inévitable départ et s'en retourne effondré.
La Denrée, qui est monté en grade grâce à la soupe, revient. Ayant dupliqué le louis d'or, il rapporte une fortune au Glaude. Sur sa planète on a appelé sa soupe aux choux "plaisir" et elle leur a appris à sourire. Il invite le Glaude a partir avec lui sur Oxo, vivre jusqu'à 200 ans en bonne santé, et d'emmener avec lui le Bombé, le chat et tout le nécessaire, mais le Glaude refuse. Il s'en offusque et prend même violemment la Denrée à partie, mais la tension retombe et ils scellent leur amitié. Avant de partir, l'extraterrestre lui laisse un poste émetteur pour renouer le contact s'il le désire.
Pendant ce temps le maire, brute éprise « d'expansion économique », annonce un programme immobilier d'envergure à ses administrés. Le hameau des Gourdiflots subit bientôt la construction d'un lotissement, un chantier qui pourrit la vie du Glaude et du Bombé. Le maire vient faire part aux deux paysans de la suite des travaux : la création d'un parc de loisirs, accompagnant la ville nouvelle, à la place de leurs propriétés, ce qui lui vaut d'être expulsé manu militari sous la menace du fusil du Bombé. Furieux, le maire les nargue, fait entourer les demeures des deux amis de clôtures et du parc d'attractions. Les visiteurs venant les voir se moquent d'eux, les harcèlent, les insultent et leur jettent des cacahuètes, les contraignant à se cloîtrer chez eux.
Le Glaude demande alors au Bombé, s'il voudrait partir avec lui sur une autre planète, et celui-ci, désespéré, accepte. Le Glaude appelle la Denrée qui viendra les chercher à minuit. Entretemps, il passe à la poste envoyer un recommandé à Francine, qui travaille péniblement comme serveuse dans un restaurant. Elle y reçoit le colis, contenant la fortune en louis d'or apportée par la Denrée, accompagnée par une lettre touchante du Glaude, lui annonçant qu'il part là où il n'aura pas besoin de ces sous, et lui enjoint de les placer à la Caisse d'Epargne. Il lui conseille également de se méfier des hommes, et lui souhaite d'être heureuse. Francine, émue par cette preuve d'amour du Glaude qu'elle pense désespérée, en pleure.
Le soir, la Denrée revient dans sa soucoupe volante chercher les deux amis et le chat qui est vieux de 13 à 14 ans, tandis qu'un autre vaisseau, gigantesque, soulève et emporte les deux maisons, pour que le Glaude et le Bombé retrouvent sur Oxo leur univers coutumier. Ils partent en une route joyeuse et arrosée vivre heureux sur cet autre monde.

## Fiche technique
Sauf indication contraire, les informations mentionnées dans cette section peuvent être confirmées par les bases de données cinématographiques IMDb et Allociné,  présentes dans la section « Liens externes ».

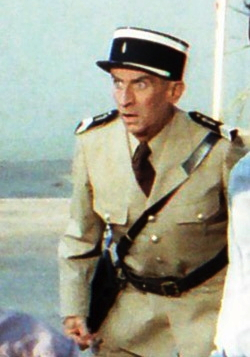
Louis de Funès (ici sur le tournage du film Le Gendarme et les Extra-terrestres en 1978), à la fois interprète principal et co-scénariste-adaptateur de La Soupe aux choux.

- Titre original et québécois : La Soupe aux choux[2]
- Réalisation : Jean Girault
- Scénario : Jean Halain et Louis de Funès, d'après le roman La Soupe aux choux de René Fallet publié en 1980 aux éditions Denoël
- Musique : Raymond Lefebvre
- Décors : Sydney Bettex
- Costumes : Annie Périer
- Photographie : Edmond Richard
- Son : Paul Lainé, Jack Jullian, Martine Boullier
- Montage : Michel Lewin
- Création de l'affiche : René Ferracci (France)
- Production : Christian Fechner
  - Production déléguée : Bernard Artigues
- Sociétés de production[3] : Les Films Christian Fechner et Films A2
- Société de distribution : Agence méditerranéenne de location de films (AMLF)
- Pays de production :  France
- Langue originale : français
- Format[4] : couleur (Eastmancolor) - 2,35:1 (Cinémascope) - 35 mm - son Mono
- Genre : comédie, science-fiction
- Durée : 98 minutes
- Dates de sortie[2] :
  - France : 2 décembre 1981
- Classification[5] :
  - France : tous publics[6]
  - Belgique : tous publics (Alle Leeftijden)[7]

## Distribution
Sauf indication contraire, les informations mentionnées dans cette section peuvent être confirmées par les bases de données cinématographiques IMDb et Allociné,  présentes dans la section « Liens externes ».

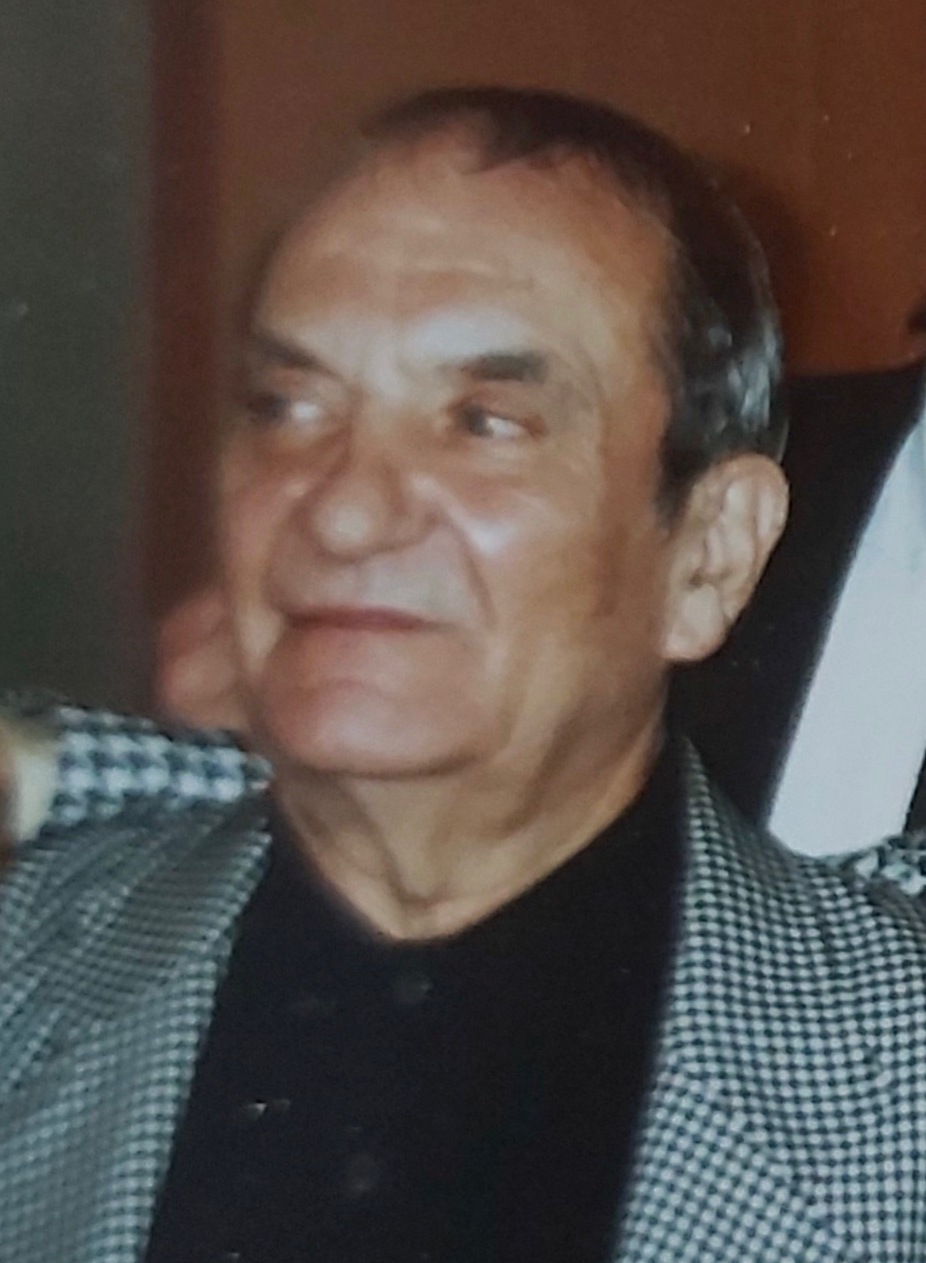
Jean Carmet (ici en 1991) interprète le Bombé, compère du Glaude.

- Louis de Funès : Claude Ratinier, dit « le Glaude », paysan sabotier du hameau des Gourdiflots
- Jean Carmet : Francis Chérasse, dit « le Bombé » ou « Cicisse », paysan puisatier du hameau des Gourdiflots
- Jacques Villeret : l'extraterrestre de la planète Oxo, dit « la Denrée »
- Christine Dejoux : Francine, la femme de Claude Ratinier morte à 60 ans, ressuscitée à l'âge de 20 ans
- Claude Gensac : Amélie Poulangeard, la « bredine » du village, qui a vu la soucoupe volante
- Henri Génès : le maréchal des logis-chef de Jaligny
- Marco Perrin : le maire bétonneur
- Gaëlle Legrand : Catherine Lamouette, la nouvelle amie de Francine
- Philippe Ruggieri : Robert, nouvel ami de Francine
- Max Montavon : le frère d'Amélie Poulangeard, incrédule
- Thierry Liagre : le médecin, furieux que « le Glaude » boit 6 litres de vin par jour
- Robert Rollis : un villageois
- Perrette Souplex : Aimée, la patronne de l'hôtel de France
- Philippe Brizard : Guillaume, le facteur
- Catherine Ohotnikoff : la patronne du restaurant où travaille Francine
- Carole Nugue : la vendeuse de vêtements
- Jean-Pierre Rambal : le narrateur au début du film

## Production

### Genèse et développement
La Soupe aux choux est l'adaptation cinématographique du roman éponyme de René Fallet, publié en janvier 1980 en France, aux éditions Denoël. Louis de Funès découvre le livre rapidement après sa parution, conseillé par son fils Patrick de Funès ou son producteur Christian Fechner, et « tombe amoureux de son chant d'amour à la terre et à ses générosités, de sa compassion envers les laissés-pour-compte de la modernité, de son ironie profonde envers toutes les tentatives de changer l'ordre séculaire des choses de la campagne ». Christian Fechner, producteur « attitré » de l'acteur depuis L'Aile ou la Cuisse en 1976, achète les droits d'adaptation du roman. Louis de Funès rencontre l'écrivain et entreprend lui-même l'adaptation du roman, avec l'aide de Jean Halain. Ce dernier, fils du réalisateur André Hunebelle et « bon artisan d'une certaine comédie à la française » selon Christian Fechner, a de nombreuses fois collaboré avec Louis de Funès à l'écriture de scénarios, dont celui de L'Avare.
Ensemble, ils suppriment certaines histoires périphériques présentes dans le roman afin de ne pas retarder l'intrigue principale.
Globalement, le film est assez fidèle au livre. De nombreuses répliques y ont été conservées mot pour mot.
Le réalisateur Yves Robert met en garde de Funès sur la complexité d'une adaptation de Fallet au cinéma, les précédentes étant rarement réussies, et lui déconseille de faire apparaître la scène de « pétomanie », absolument inmontrable.

« Chaque jour, durant cinq mois, nous nous retrouvions dans les bureaux de (…) la société de production, avec Jean Halain, le scénariste, et Jean Girault, le metteur en scène. Nous avons mis le livre de René Fallet complètement à plat et nous l'avons reconstruits avec des gags visuels. Après le tournage, j'ai également participé au mixage et montage du film. »

— Louis de Funès, 1982.
Louis de Funès poursuit sa collaboration avec Jean Girault. Il avait aussi envisagé de travailler avec son ami Jean Chouquet, réalisateur pour la télévision, à qui il avait pensé confier L'Avare.

### Attribution des rôles

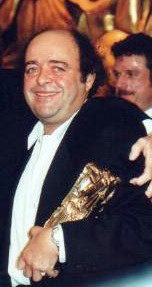
Jacques Villeret (ici en 1999, avec son César du meilleur acteur pour Le Dîner de cons) incarne la Denrée, rôle qui le révèle au grand public.

Dès le début du projet, Louis de Funès envisage Jean Carmet pour le rôle du « Bombé ». Ils avaient souvent joué ensemble à l'époque où Louis de Funès n'était pas connu, avant Le Gendarme de Saint-Tropez en 1964. Depuis, Jean Carmet est lui aussi devenu célèbre — tardivement, comme de Funès — avec des rôles importants à partir des années 1970. Dans une de ses premières lettres à René Fallet, en avril 1980, de Funès évoquait aussi Jean Lefebvre pour le rôle.
Jacques Villeret incarne l'extraterrestre venu de la planète Oxo et surnommé « la Denrée » par « le Glaude ». Christian Fechner désirait que Louis de Funès tournât une nouvelle fois aux côtés d'un comédien de la jeune « génération montante », après Coluche dans L'Aile ou la Cuisse. Outre Villeret, un autre jeune acteur était pressenti pour tenir le rôle : Olivier Lejeune, qui avait déjà côtoyé Louis de Funès sur le tournage des Aventures de Rabbi Jacob. Celui-ci correspondait plus au physique du personnage du roman, « une grande asperge très mince », et était soutenu par Jean Girault. Après des essais passés devant le producteur, le réalisateur et Louis de Funès, le rôle est confié à Jacques Villeret. Louis de Funès l'avertit toutefois : « Cela peut être un très grand rôle pour vous, mais cela peut aussi être la fin de votre carrière », conscient des risques qu'il y a à tourner avec lui. Bien que n'étant pas son premier film, La Soupe aux Choux lance la carrière de Jacques Villeret qui jusqu'alors « se cherchait » en tournant des films aux genres et ambitions très divers, notamment avec  Claude Lelouch.
Le rôle d'Amélie Poulangeard, la foldingue du village, est confié à Claude Gensac. Louis de Funès apprécie l'avoir à ses côtés lors de tournages, et elle a souvent joué son épouse (dont Josépha, l'épouse du gendarme Cruchot à partir du Gendarme se marie). Tout comme dans L'Aile ou la Cuisse, où elle était grimée en vieille secrétaire, l'actrice est méconnaissable.
Christine Dejoux, admiratrice de Louis de Funès depuis son enfance, est choisie pour jouer la Francine, la femme de Claude Ratinier, ressuscitée par la Denrée telle que sur sa photo de mariage. Issue du café-théâtre La Veuve Pichard, dans l'entourage de Coluche, elle s'était fait connaître en participant au sketch Le Schmilblick, parodiant Simone Garnier.
Le frère de la folle, incrédule à ce que raconte sa sœur, est interprété par Max Montavon, acteur dont Louis de Funès est proche, et qui joue des seconds rôles dans nombre de ses films (Le Grand Restaurant, Fantomas se déchaîne, Fantomas contre Scotland Yard, Le Petit Baigneur, Les Grandes Vacances, Hibernatus, L'Aile ou la Cuisse, L'Avare, etc.). Il le côtoiera à nouveau dans Le Gendarme et les Gendarmettes l'année suivante.
Henri Génès joue le brigadier-chef de Jaligny. Il avait déjà joué un gendarme carcassonnais dans Le Corniaud (en 1964) et le commissaire dans L'Avare. Il fit aussi une apparition en cultivateur dans Le Petit Baigneur (1968) et incarnait le patron du restaurant Le Cabanon dans Le Gendarme et les Extra-Terrestres . Jean-Pierre Rambal prête sa voix pour la narration ouvrant le film, après avoir joué un gendarme de la brigade de Saint-Tropez dans Le Gendarme et les Extra-Terrestres. Le petit ami de Francine, Robert, est interprété par Philippe Ruggieri, qui apparaîtra dans un petit rôle dans Le Gendarme et les Gendarmettes.

### Tournage

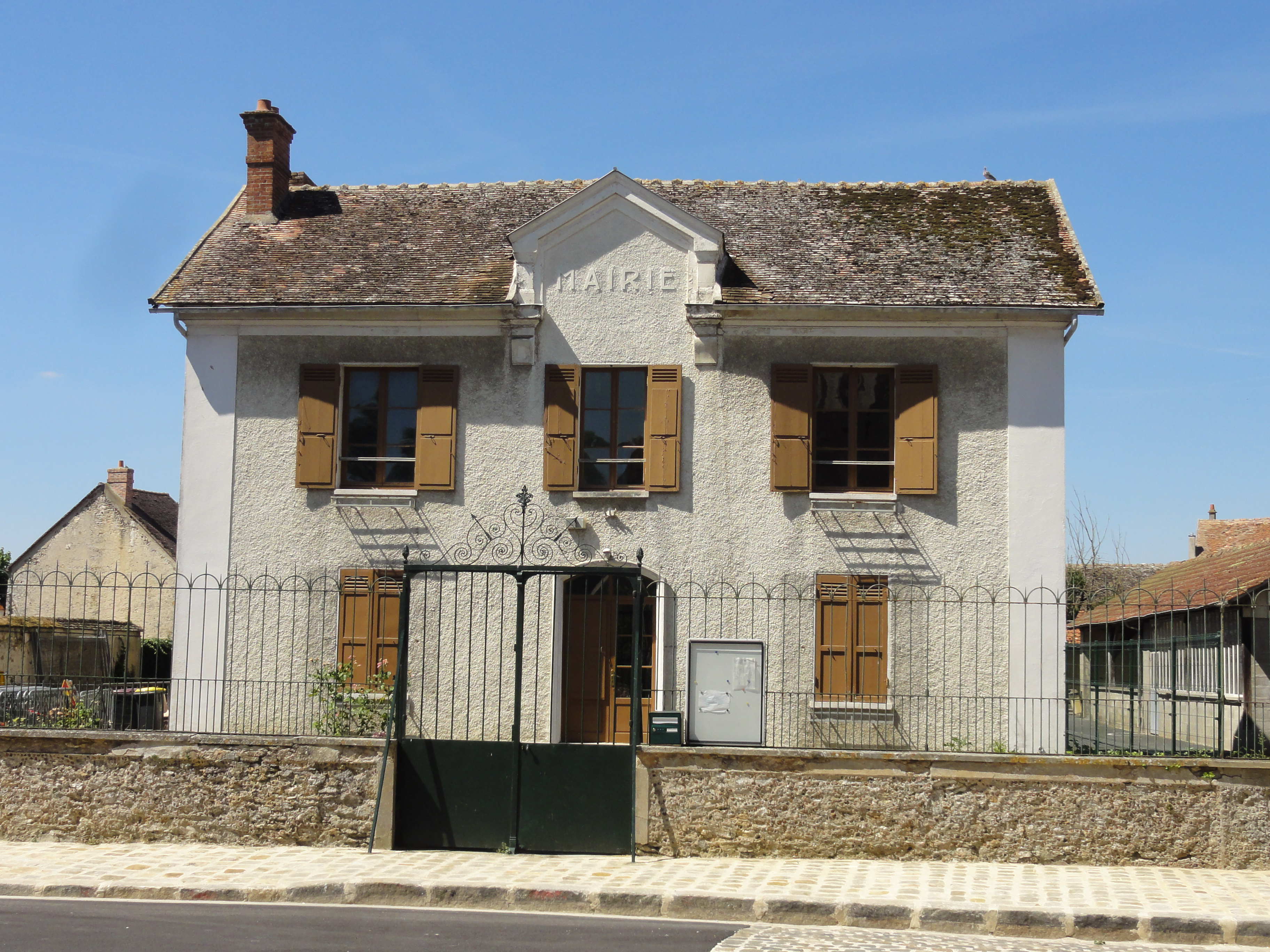
L'ancienne mairie de Champeaux, transformée en gendarmerie pour le film.

Dans le roman de René Fallet, l'histoire se déroule à Jaligny-sur-Besbre dans l'Allier, mais le tournage du film s'est effectué en Seine-et-Marne. Il s'est déroulé du 6 juillet au 18 septembre 1981. Le village que l'on voit dans le film est celui de Champeaux (la mairie, la poste, la boulangerie, la place du village) ; la boulangerie est utilisée telle quelle dans une scène puis changée en magasin de vêtements dans une autre. Les maisons des deux protagonistes ont été construites pour le film à Évry-Grégy-sur-Yerre dans un champ situé non loin du prieuré de Vernelle. Elles ont été démontées à l'issue du tournage. Le hameau fictif dit des Gourdiflots visible au début du film se situe près du château de Montjay (Les Trayants) à Bombon, les bâtisses sont désormais des ruines . La traversée du bruyant chantier de la ville nouvelle des « Gourdiflettes » est tournée lors de la construction d'un lotissement à Montigny-le-Bretonneux, dans les Yvelines,.
Le tournage du film s'effectua en Seine-et-Marne pour raison de santé de Louis de Funès, qui avait des problèmes cardiaques depuis 1974, quand il fit un premier infarctus. L'acteur était affaibli. Un tournage en région parisienne tranquillisait les assureurs et les producteurs, car les accès à de grands centres hospitaliers étaient  proches. 
Le tournage a été adapté en fonction de ces problèmes. Les assurances ont ordonné : « Pas de tournage la nuit, la nuit il dort ». 
Les deux maisons ont été construites pour le film ainsi que le potager et autres éléments de décor. À la fin du tournage des séquences diurnes, les maisons ont été déplacées au studio d’Épinay pour y tourner les séquences "de nuit" pendant 5 semaines.[réf. nécessaire]
Comme pour L'Avare, Louis de Funès partage ouvertement la réalisation du film avec Jean Girault, le premier s'occupant de la mise en scène et de la direction d'acteurs tandis que le second s'occupe des aspects techniques. Contrairement à leur précédente collaboration, Louis de Funès n'est pas crédité en tant que coréalisateur. L'Avare demeure donc le seul film officiellement co-réalisé par Louis de Funès.
Plutôt que du véritable vin, les acteurs doivent boire de l'eau colorée, au grand dam de Jean Carmet, amateur de grands crus : « J'avalais un litre d'eau teintée par scène. Et comme on faisait plusieurs scènes, il m’arrivait d’en boire cinq à six litres par jour… J’ai bien cru me noyer ! »,.
Pour la première fois de sa carrière, Louis de Funès tourne avec un écran de contrôle vidéo, qui lui permet de visionner immédiatement les prises, et s'avèrera lui être un outil désormais indispensable. L'acteur garde toujours sur lui le roman original, pour s'assurer de la fidélité des scènes tournées.

« Louis n'est pas un technicien sur le plateau. C'est le directeur d'acteurs. Il se promenait partout avec le bouquin de Fallet sous le bras : c'était sa bible ! S'il y avait le moindre problème, il le consultait.  (…) Il racontait des histoires qui lui sont arrivées ou qu'il connaît et il les racontait tellement bien qu'à la fin vous étiez complètement dans le climat voulu. (…) Quant à sa façon à lui de travailler, je ne trahirai rien en disant que j'ai surpris — en lisant par-dessus son épaule ! — certaines des annotations qu'il avait écrites en marge de son scénario : elles faisaient référence à ces gens qu’il a connus ou même à des membres de sa famille. (…) Ce sont des choses qui l'aident et c'est grâce à toute cette accumulation d’observations que, souvent, ses personnages trouvent leur existence. »

— Jean Carmet sur les méthodes de travail de Louis de Funès, Première, décembre 1981.
Selon Christian Fechner, Louis de Funès aurait voulu à compter de ce film tenter de travailler dans un autre registre, essayer un autre jeu d'acteur, mais sans y parvenir. Le producteur note que certaines scènes avec la Francine comprennent bien de courts « moments d'émotion » : « C'est une des seules fois dans sa filmographie — sinon la seule — où il a accepté de jouer quelque chose de charmant, de touchant, de triste, et d'une manière très sincère ».
Les évocations de la Francine ou ses interactions avec le Glaude donnent lieu à de véritables passages de tendresse dans le jeu de l'acteur,. Lors de la séparation d'avec Francine, il joue des pleurs sincères, contrairement à ses précédents films où ses pleurs étaient destinés à faire rire, par leur grotesque ou leur hypocrisie.
Durant le tournage, Louis de Funès soutient, conseille et rassure le jeune Jacques Villeret, en lui expliquant que l'acteur italien Totò, le plus grand acteur comique européen d'après-guerre, l'avait lui-même conseillé et rassuré lorsqu'ils jouaient ensemble dans Totò à Madrid, à la fin des années 1950.
Le vendredi 31 juillet 1981, Louis de Funès fête son anniversaire, et l'équipe lui offre un coffret de films en super 8 de Laurel et Hardy, qu'il admire.

Malgré l'avis d'Yves Robert, Louis de Funès place dans le film la scène du concours de pets, et juge qu'elle a été faite « d'une façon qui n'est grossière, elle est très drôle ». Les bruits de pets du Glaude et du Bombé ont été réalisés par des imitateurs en studio : 

« La production du film, pour réaliser le son des diverses flatulences, avait engagé des imitateurs. Chacun son tour, ceux-ci faisaient des pets différents. Louis et moi étions là qui écoutions les différentes sonorités. Nous nous les disputions, trouvant que tel ou tel pet convenait mieux que d'autres. Ça donnait à peu près : « Celui-là est pour moi ! » — « Non, pour moi ! » — « Mais écoute, il est gras comme les miens ! » — « Il n'est pas gras, il est rond, il me convient mieux ! » — « Et celui-là ? » — « Celui-là est pour toi ! » — « Ah non, pas du tout ! » — « Mais si, il est sec »… »

— Jean Carmet.

### Effets spéciaux
Guy Delécluse, responsable de la conception de la planète Krypton dans Superman[réf. nécessaire], a créé la soucoupe volante dans La Soupe aux choux. Elle nécessita quatre mois de travail pour cinq minutes à l'écran.

## Bande originale
Ce film est également connu pour sa bande originale, une mélodie folk électronique synthpop d'inspiration bourbonnaise, composée et jouée par Raymond Lefèvre sur des synthétiseurs , instrument dont il s'était servi une première fois pour la musique du film Le Gendarme et les Extra-terrestres. Près de 40 ans après sa création, ce thème identifie toujours le film et reste populaire en France.
Le thème accordéon joué par « le Bombé » dans le film est un extrait de La Valse brune, également jouée durant le plan final du film. Pour la fête foraine, Jean Girault réutilise sans le moindre changement le morceau Parade à Saint-Tropez composée par Raymond Lefèvre pour la scène finale du film Le Gendarme et les Extra-terrestres.

## Accueil

### Sortie
Un mois avant la sortie du film, pour sa promotion, Louis de Funès se rend au Salon de l'Enfance, à Paris, où est exposée la soucoupe volante.
La Soupe aux choux sort en salle le 2 décembre 1981. Le producteur Christian Fechner a mis en place une publicité importante. Le film sort d'abord dans les « salles d'exclusivité » : 21 salles à Paris intra-muros, 23 salles en banlieue parisienne et 21 salles dans le reste de la France. Malgré l'insuccès de L'Avare (précédent film de Louis de Funès, sorti l'année précédente), le public est intéressé et 198 001 tickets d'entrées sont vendus la première semaine, uniquement dans les 44 salles parisiennes. En troisième semaine, le film est diffusé sur 269 écrans en France. La projection dans ces salles d'exclusivité rapporte 6,6 millions de francs de recettes.
| Semaine | Semaine                         | Rang | Entrées | Cumul           | Salles | no 1 du box-office hebdo. |
| ------- | ------------------------------- | ---- | ------- | --------------- | ------ | ------------------------- |
| 1       | 2 décembre au 8 décembre 1981   | 1er  | 198 001 | 198 001 entrées | 44     | La Soupe aux choux        |
| 2       | 9 décembre au 15 décembre 1981  | 3e   | 117 612 | 315 613 entrées | 44     | La Chèvre                 |
| 3       | 16 décembre au 22 décembre 1981 | 5e   | 61 414  | 377 027 entrées | 42     | La Chèvre                 |
| 4       | 23 décembre au 29 décembre 1981 | 5e   | 93 718  | 470 745 entrées | 41     | La Chèvre                 |
| 5       | 30 décembre au 5 janvier 1982   | 6e   | 69 877  | 540 622 entrées | 41     | La Chèvre                 |
| 6       | 6 janvier au 12 janvier 1982    | 12e  | 19 188  | 559 810 entrées | 27     | La Guerre du feu          |

| Semaine | Semaine                         | Rang | Entrées | Cumul             | no 1 du box-office hebdo.  |
| ------- | ------------------------------- | ---- | ------- | ----------------- | -------------------------- |
| 1       | 2 décembre au 8 décembre 1981   | 1er  | 601 950 | 602 360 entrées   | La Soupe aux choux         |
| 2       | 9 décembre au 15 décembre 1981  | 2e   | 499 397 | 1 101 757 entrées | La Chèvre                  |
| 3       | 16 décembre au 22 décembre 1981 | 4e   | 360 899 | 1 462 656 entrées | La Chèvre                  |
| 4       | 23 décembre au 31 décembre 1981 | 4e   | 575 278 | 2 037 934 entrées | La Chèvre                  |
| 5       | 1er janvier au 5 janvier 1982   | 4e   | 211 740 | 2 249 674 entrées | La Chèvre                  |
| 6       | 6 janvier au 12 janvier 1982    | 6e   | 138 094 | 2 387 768 entrées | La Guerre du feu           |
| 7       | 13 janvier au 19 janvier 1982   | 9e   | 96 075  | 2 483 843 entrées | Tout feu, tout flamme      |
| 8       | 20 janvier au 26 janvier 1982   | 10e  | 107 272 | 2 591 115 entrées | Tout feu, tout flamme      |
| 9       | 27 janvier au 2 février 1982    | 12e  | 79 415  | 2 670 530 entrées | Le Grand Pardon            |
| 10      | 3 février au 9 février 1982     | 13e  | 71 831  | 2 742 361 entrées | Le Grand Pardon            |
| 11      | 10 février au 16 février 1982   | 14e  | 70 369  | 2 812 730 entrées | La Folle Histoire du monde |
| 12      | 17 février au 23 février 1982   | 18e  | 44 029  | 2 856 759 entrées | La Folle Histoire du monde |
| 13      | 24 février au 2 mars 1982       | 27e  | 29 174  | 2 885 933 entrées | Tête à claques             |

À la fin de sa première exploitation en salles, La Soupe aux choux a attiré un peu plus de 3 millions de spectateurs en France. Le film est un phénomène auprès des enfants, surtout pour ses scènes de pets et les glougloutements de la Denrée, populaires dans les cours de récréation.

### Accueil critique
À la sortie en salle du film, le producteur Christian Fechner n'organise pas de projection spéciale pour la presse — comme c'était le cas pour L'Aile ou la Cuisse — et refuse même que les critiques de cinéma puissent voir le film lors de sa première semaine d'exploitation. Dans Le Monde, le critique Jacques Siclier s'exprime sur cette interdiction rare : 

« Les critiques de cinéma pour qui l'entrée dans les salles est gratuite, grâce à leur carte professionnelle, se voient, pour La Soupe aux choux, refuser ce droit pendant la première semaine d'exclusivité. Qu'ils en aient dit du bien ou du mal, ils n'ont jamais eu d'influence sur le succès commercial des films de Jean Girault avec Louis de Funès (la série du Gendarme, par exemple). Craindrait-on, cette fois, qu'ils ne détournent le public de ce brouet cinématographique en mettant les pieds dans la soupière ? »

— Jacques Siclier, Le Monde, 5 décembre 1981.
Les critiques paraissent à partir de la semaine suivante. Parmi les rares critiques positives, on trouve celle de Robert Chazal de France-Soir, soutien indéfectible de chaque film de Louis de Funès (il a écrit une biographie de l'acteur en 1977), qui évoque le « robuste comique — avec parfois un rire un peu amer — [qui] donne à Louis de Funès et Jean Carmet l'occasion de faire un duo de belle saveur ». La performance de Louis de Funès est saluée par quelques critiques. Dans L'Express, Danièle Heymann apprécie la performance de Louis de Funès (« Matois, finaud, jubilatoire, il ajoute à sa classique panoplie de puncheur atrabilaire un élément inédit : la tendresse ») mais regrette le manque de caractère de la réalisation de Jean Girault : « En chef, ce qui manque à La Soupe, c'est un chef. C'est-à-dire un metteur en scène. Jean Girault apparaît pour la douzième fois au générique d'un de Funès. Falot féal de Fufu, il a manifestement abdiqué toute autorité. Le rythme, le tonus, le ton s'en ressentent ».
Du reste, la majorité des critiques sont négatives, fustigeant la réalisation de Jean Girault, "la trahison" faite au roman original de René Fallet et la puérilité de certains gags. Jacques Siclier dans Le Monde parle d'une « farce […] à la fois ennuyeuse et vulgaire » et proclame que « de Funès ne fait plus beaucoup rire ». Parmi les critiques jugeant que le film est une mauvaise adaptation de l'œuvre de Fallet, on trouve celles des Nouvelles littéraires et de Claude Baignères dans Le Figaro :

« Hélas, Jean Girault, non content de se prendre pour un réalisateur, a cette fois tâté de l'adaptation. Le gâchis est immense, la catastrophe sans mesure. Du roman, rien ne subsiste : la verve et le talent de Fallet sont balayés par une effrayante tornade de nullité, qui emporte jusqu'au métier pourtant consommé de Louis de Funès et de Jean Carmet »

— Les Nouvelles littéraires, 10 décembre 1981.

« La plume de Fallet dessinait à travers des péripéties colorées un véritable conte philosophique dont le film ne laisse rien subsister. Sauf peut-être dans le regard madré, méfiant, critique, ou tendre de Jean Carmet. Mais le reste se limite aux aboiements habituels, aux rages de roquets, aux roulements d'yeux et claquements de langue d'un de Funès qui paraît oublier son personnage pour se limiter à son numéro ordinaire. Pathétique ! »

— Claude Baignères, Le Figaro, 4 décembre 1981.
Dans l'émission Le Masque et la Plume, Michel Ciment dénigre « un film authentiquement français » avec sa séquence de pets qu'il prétend durer quinze minutes, tandis que Georges Charensol qualifie le film de « bouillie ». Daniel Bouteiller de L'Écran fantastique se désole qu'« après un affligeant Gendarme et les extra-terrestres, Jean Girault récidive. Bouillon de culture ou potage aux navets, son indigeste Soupe aux choux ne parvient pas même à se hisser à la hauteur de son argument. Seule à sauver de celle apologie de la vulgarité, la photographie de l'ancien chef-opérateur de Welles et Buñuel, Edmond Richard, qui parvient à extraire quelque poésie de la séquence de résurrection de Christine Dejoux. C'est peu ! » ; dans les cotations du magazine, Christophe Gans attribue un « nul » et Jean-Claude Romer un « médiocre »
Enfin, avec une pointe d'humour, la plupart des critiques font référence aux flatulences qui ponctuent le film. Télérama dit « Jean Girault signe là un film nauséabond. Il respire la bêtise et la gauloiserie malsaine. À éviter. » et Le Canard enchaîné parle d'un « film qui ne vaut pas un pet »,. Dominique Jamet du Quotidien de Paris conclut sa critique assassine — intitulée « Navet » — ainsi : « Ce film, s'il faut mettre les points sur les i, ne peut plaire qu'aux hommes épris de pets ».

« L'insupportable vulgarité, la confondante et dégradante nullité de ce film qui se veut visiblement un produit authentique de notre terroir et qui est sans contestation possible un sous-produit du cinéma national n'ont qu'un seul mérite — indiscutable : de montrer jusqu'où il est possible de descendre sans encourager la moindre sanction. En prison pour médiocrité, suggérait Montherlant. À ce compte, Jean Girault mériterait sans doute la détention perpétuelle, et encore dans l'hypothèse où la peine de mort serait abolie. »

— Dominique Jamet, Quotidien de Paris, 15 décembre 1981.

## Analyse
La Soupe aux choux serait pour le journaliste Julien Jouanneau « une charge contre la désertification rurale » . Dans la lignée de L'Aile ou la Cuisse et de La Zizanie, il critique la mutation industrielle de la société française.
Le personnage du Glaude est inhabituel pour Louis de Funès, qui ne tient pas ici son rôle habituel de patron ou de chef, sans subordonné à maltraiter ou supérieur à flatter. Il se dépare de son personnage classique de patron urbain, d'industriel en costume-cravate, pour camper un vieux campagnard, simple, pauvre, émouvant, et cultivant une véritable amitié avec le Bombé. Après avoir joué la domination, il est ici un déclassé, laissé-pour-compte de la modernité.
La Francine est différente des épouses habituelles des films de Louis de Funès. Sa relation avec le Glaude est plus tendre. Et, même si des femmes interprétées par Claude Gensac était parfois indépendantes financièrement (Josépha dans Le Gendarme se marie ou Edmée dans Hibernatus), la Francine s'émancipe du rôle d'épouse traditionnelle, en quittant son mari pour profiter de sa nouvelle vie.

## Autour du film

### Succès public
Le public a démenti la critique. Trois millions de spectateurs ont vu le film à sa sortie au cinéma. Puis La Soupe aux choux a eu encore plus de succès  à la télévision. Depuis sa première le 10 janvier 1984 sur Antenne 2, il est souvent rediffusé.  Le 1er janvier 2008, France 2 est en première position en rediffusant le film en fin d'après-midi avec près de 5 millions de téléspectateurs, soit 29,6 % de part de marché. Lors de sa 15e diffusion à la télévision française le 18 avril 2013 sur France 3, plus de 4 millions de téléspectateurs ont regardé le film, soit 15,8 % de part de marché, permettant à la chaîne publique d'être deuxième juste derrière TF1. Le 4 juillet 2019, le film diffusé sur France 3, réunit 1 764 000 téléspectateurs, soit 9,5 % de part de marché, derrière M6 et TF1.
Lors du confinement lié à la pandémie de Covid-19, France 2  proposait un film l'après-midi , et a diffusé La Soupe aux choux le 28 mars 2020,  totalisant 2 916 000 téléspectateurs, battant le magazine Reportages de TF1.
Le 23 octobre 2023, La Soupe aux Choux rassemble 1 983 000 téléspectateurs (9,1 % de part de marché) sur France 3 et dépasse TF1. Un peu plus d'un an plus tard, France 3 rediffuse une nouvelle fois le film, à l'occasion des 20 ans de la mort de Jacques Villeret, et séduit 1 991 000 téléspectateurs (11,3 % de part de marché), soit plus que France 2 et M6 au même moment.

### Postérité
Dans les années 2010, des rassemblements automobiles se déroulent aux lieux de tournage du film en Seine-et-Marne. Un immense char à l'effigie de La Denrée défile lors du carnaval de Baccarat (Meurthe-et-Moselle), en 2018.
Le 11 septembre 2021, le village de Champeaux organise des festivités pour célébrer le quarantième anniversaire du film. À cette occasion, l'ancien Hôtel de France apparu dans le film est rénové après de longues années d'abandon, pour être reconverti en appartements.
Des reconstitutions de scènes du film sont jouées devant l'ancien hôtel et la mairie, les différents lieux de tournage du village sont mis en valeur, et, après une dégustation de soupe aux choux et de « perniflard », le film est projeté dans la soirée. Des témoins du tournage participent à la manifestation, notamment l'assistant-réalisateur Bernard Seitz, l'acteur Philippe Ruggieri, le médecin personnel de Louis de Funès et l'ancienne propriétaire de l'Hôtel de France. Un journaliste et collectionneur belge vient également présenter une monographie consacrée au film, son écriture, son tournage et la place qu'il tient dans l'œuvre de Louis de Funès,.

## Suite
En 2025, il est annoncé qu’une suite est en préparation par le neveu de Christian Fechner.

### Documentaire
- Sur le plateau de La Soupe aux choux : Louis de Funès, l'homme orchestre, documentaire de Dominique Maillet, Studiocanal, supplément des éditions vidéo, 2014. Intervenants : Bernard Seitz, Edmond Richard, Richard Balducci, Mylène Demongeot